# Broomia
Broomia is een geslacht van uitgestorven millerettide parareptielen uit het Midden-Perm (Capitanien) van Zuid-Afrika. 
De typesoort Broomia perplexa werd in 1914 benoemd door D.M.S. Watson. De geslachtsnaam eert Robert Broom. De soortaanduiding geeft aan dat Watson perplex stond van het fossiel.
Het holotype is BMNH 4065, een skelet met schedel gevonden bij de Hottentotsrivier. Later werd het fossiel verder geprepareerd waarbij bleek dat Watson veel kenmerken fout had geïnterpreteerd.
Broomia is ongeveer een voet lang, met een kleine spitse schedel.